# Naglfar
Naglfar — шведская мелодик-блэк метал-группа. Основана в 1992 году Йенсом Райденом и Кристоффером Оливиусом под названием Uninterred.

## История
Naglfar была образована в 1992 году. Группа первоначально называлась Uninterred и была основана вокалистом и гитаристом Йенсом Райденом и басистом Кристоффером Оливиусом. У группы появился первый полный состав, когда Ульф Андерссон из Nocturnal Rites присоединился к группе в качестве барабанщика, а Морган Ханссон и Фредрик Дегерстрем присоединились к группе в качестве гитаристов. С новым составом Райден смог сосредоточиться на вокале. В марте 1994 года Дегерстрем покинул Naglfar из-за личных проблем с группой, а также музыкальных разногласий. Вскоре после этого Андерссон покинул группу, чтобы сосредоточиться на Nocturnal Rites. Именно в этот период группа записала свое первое демо под названием Stellae Trajectio в студии Garageland. Демо было выпущено в ноябре 1994 года. Однако до того, как он был публично выпущен, группа официально сменила свое название на Naglfar, происходящее от корабля в скандинавской мифологии, сделанного из ногтей мертвых.
В начале 1995 года группа подписала контракт с лейблом Wrong Again Records, и летом они выпустили свой дебютный альбом Vittra, в котором участвовал новый барабанщик Маттиас Холмгрен. После окончания записи Холмгрен покинул группу. Их второй альбом назывался «Diabolical» и был выпущен в 1998 году, теперь с Маттиасом Граном на барабанах. CMJ New Music Report описал его как «свирепую версию шведского блэк-дэт-метала…монументально умопомрачительную». Группа подписала контракт с Century Media в 2002 году.
После дополнительных изменений в составе и тура по Европе с Deicide Naglfar записал EP под названием Ex Inferis, в котором группу сравнивали с Dimmu Borgir, и альбом Sheol, в котором The New York Times описала группу как «одну из самых неотразимых метал-групп», а также «одну из самых нелепых», с музыкой, описанной как «потрясающая». Райден покинул группу после выхода альбома, а басист Оливиус взял на себя роль вокалиста. После этого Райден под именем Profundi записал альбом The Omega Rising в 2006 году. В 2005 году был выпущен альбом Pariah, и AllMusic прокомментировал его «шокирующе непристойные тексты». За альбомом последовал успешный тур вместе с Dark Funeral по Европе, а также несколько фестивалей. В декабре 2005 года концертный басист Питер Морган Ли был утвержден в качестве нового басиста группы. Для своего альбома Harvest 2007 года группа работала с режиссером Роджером Йоханссоном над видеоклипом на трек «The Darkest Road». Группа также гастролировала по США в 2007 году.
В августе 2009 года группа объявила на своей странице в Myspace, что они собираются начать запись нового альбома, не упоминая никакой запланированной даты выпуска. В декабре 2011 года Naglfar запустили свою официальную страницу в Facebook. 22 декабря 2011 года был анонсирован новый альбом под названием Téras. Он был выпущен в марте 2012 года. Дирк Вербурен поучаствовал на альбоме в качестве сессионного музыканта. В 2013 году Naglfar выступили на Wacken Open Air.
Группа начала писать свой седьмой альбом в феврале 2014 года. В 2020 году группа подтвердила, что их альбом будет называться Cerecloth. Альбом был выпущен 8 мая на лейбле Century Media.

## Участники

### Нынешний состав
- Кристоффер «Wrath» Оливиус — бас-гитара (1992—2005), вокал (2005-н.в.)
- Андреас Нильссон — гитары (1993-н.в.)
- Маркус «Vargher» Норман — гитары, бас, клавишные (2000-н.в.)

### Бывшие участники
- Ульф Андерссон — ударные, перкуссия (1992—1994)

- Фредрик Дегерстрем — гитары (1993—1994)

- Маттиас Холмгрен — ударные, перкуссия (1995)

- Морган Ханссон — гитара (1993—2000)

- Йенс Райден — вокал, клавишные (1992—2005), гитары (1992—1993)

- Маттиас Гран — ударные, перкуссия (1997—2011)

- Морган Ли — ударные, перкуссия (1995—1997), бас (2005—2011)

### Сессионные участники
- Дирк Вербурен — ударные (2011-н.в.)

### Концертные участники
- Алекс «Impaler» Фриберг — бас (2012-н.в.)

- Efraim Juntunen — ударные (2012-н.в.)

## Дискография

### Студийные альбомы
- Vittra (1995)
- Diabolical (1998)
- Sheol (2003)
- Pariah (2005)
- Harvest (2007)
- Téras (2012)
- Cerecloth (2020)

### Сборники
- Pariah + Harvest (2008)

### EP
- When Autumn Storms Come (1998)
- Ex Inferis (2002)
- An Extension of His Arm and Will (2012)

### Демозаписи
- Stellae Trajectio (1994)
- We Are Naglfar — Fuck You! (1995)
- Maiden Slaughter (1996)